# Sergius I. (Papst)

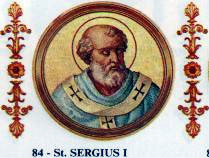
Sergius I., Darstellung in der Basilika Sankt Paul vor den Mauern

Sergius I. (* ? in Palermo; † 7. September 701) wurde vermutlich am 15. Dezember 687 zum Papst gewählt und blieb dies bis zu seinem Tod 701.

## Leben

### Herkunft
Sergius, Sohn eines Tiberius, stammte aus einer syrischen Emigrantenfamilie. Er wurde in Palermo geboren und in Sizilien erzogen. 

### Pontifikat
Nach dem Tode des Papstes Konon stritten gleich zwei Männer um das Papstamt – der Erzdiakon Paschalis und der Erzpriester Theodor II. Das römische Volk und der einfache Klerus jedoch wählten Sergius. Für seine Zustimmung zum Amtsantritt forderte der Exarch von Ravenna, Johannes Platys, die von Paschalis versprochene Zahlung von 100 Pfund Gold.
Sergius setzte sich zeitlebens stark für die Christianisierung Englands ein. Er taufte den westsächsischen König Caedwalla, unterstützte Aldhelm von Sherborne, den Abt von Malmesbury, mit allen Kräften, weihte den Engländer Willibrord zum Bischof und schickte ihn zum Predigen nach Friesland. Sergius geriet um 693 in Konflikt mit dem byzantinischen Kaiser Justinian II., da er sich weigerte, die Akten des Quinisextum zu unterschreiben. Zu den strittigen Punkten gehörte die Verurteilung des Papstes Honorius I. und die protokollarische Gleichstellung des Patriarchen von Konstantinopel mit dem Papst, daneben das Verbot des Samstagfastens und der Darstellung Christi als Agnus Dei. Der Versuch, den Papst zu verhaften und nach Konstantinopel zu verschleppen, scheiterte am Widerstand der Milizen aus Rom und dem Exarchat von Ravenna. Von der Zeit nach Justinians Absetzung 695 sind nur noch Details bekannt: Sergius war oft unterwegs und weihte viele Kirchen.
Papst Sergius gestaltete die kirchliche Liturgie aus: Der Gesang des Agnus Dei ist von ihm in die Messliturgie aufgenommen worden. Die römischen Kirchen ließ er reich ausschmücken und im Jahre 688 die Reliquien Leos des Großen ins Innere der Petersbasilika überführen.
Er förderte auch die Beziehungen zum Frankenreich.

## Namensbedeutung
Sein Name bedeutet: ‚der Diener/aus dem (altröm.) Geschlecht der Sergier‘ (latein.).

## Gedenktag
Sein katholischer Gedenktag ist der 8. September, zuerst im Festkalender des Willibrord genannt.